# Mehrab Shahrokhi
Mehrab Shahrokhi (in persiano: مهراب شاهرخی; Ahvaz, 2 febbraio 1944 – Tehran, 1º febbraio 1993) è stato un calciatore iraniano, di ruolo difensore.

## Carriera

### Club
Ha giocato per quasi 20 anni nel campionato iraniano, vincendolo due volte.

### Nazionale
Con la maglia della nazionale ha vinto la Coppa d'Asia 1968.

## Palmarès

### Nazionale
- Coppa d'Asia: 1

1968